# Seznam kardinálů zemřelých v 18. století
Toto je seznam kardinálů zemřelých v 18. století:

## Zemřelí v roce 1701
- Savio Mellini (1644–1701)
- Pier Matteo Petrucci, C.O. (1636–1701)

## Zemřelí v roce 1702
- Luiz de Sousa (1630–1702)
- Francisco Antonio de Borja–Centelles y Ponce de León (1659–1702)
- Niccolò Radulovich (1627–1702)
- Giacomo Cantelmo (1645–1702)

## Zemřelí v roce 1704
- Giambattista Spinola senior (1615–1704)
- Enrico Noris, O.E.S.A. (1631–1704)
- Giovanni Battista Costaguti (1636–1704)
- Vilém Egon z Fürstenberg–Heiligenbergu (1629–1704)
- Pierre de Bonzi (1631–1703)
- Daniele Marco Delfino (1653–1704)
- Carlo Barberini (1630–1704)

## Zemřelí v roce 1705
- Urbano Sacchetti (1640–1705)
- Augustyn Michał Stefan Radziejowski (1645–1705)

## Zemřelí v roce 1706
- Pierre du Cambout de Coislin (1636–1706)
- ct. Marcantonio Barbarigo (6. března 1640 – 26. května 1706)
- Gabriele Filippucci (1631–1706)
- Pedro de Salazar Gutiérrez de Toledo, O. de M. (1630–1706)
- Luigi Omodei iunior (1657–1706)

## Zemřelí v roce 1707
- Leopold Karel z Koloniče (1631–1707)
- Giambattista Rubini (1642–1707)
- Henri Albert de La Grange d'Arquien (1613–1707)
- Étienne Le Camus (1632–1707)

## Zemřelí v roce 1708
- Francesco Nerli iunior (1636–1708)
- Jacopo Antonio Morigia, C.R.S.P. (1633–1708)

## Zemřelí v roce 1709
- Leandro di Colloredo, C.O. (1639–1709)
- Baldassare Cenci (1648–1709)
- Marcello d'Aste (1657–1709)
- Luis Manuel Fernández Portocarrero (1635–1709).

## Zemřelí v roce 1710
- Sperello Sperelli (1639–1710)
- Marcello Durazzo (1633–1710)
- Charles Thomas Maillard de Tournon (1668–1710)
- Vincenzo Grimani (1653–1710)

## Zemřelí v roce 1711
- Francesco Maria de' Medici (1660–1711)
- Alessandro Caprara (1626–1711)
- Giovanni Maria Gabrielli, O.Cist. (1654–1711)

## Zemřelí v roce 1712
- Giuseppe Archinto (1699–1712)
- Andrea Santacroce (1655–1712)
- Rannuzio Pallavicino (1632–1712)
- Jan Filip z Lambergu (1652–1712)

## Zemřelí v roce 1713
- sv. Giuseppe Maria kardinál Tomasi di Lampedusa (12. září 1649 – 1. ledna 1713)
- Giovanni Francesco Negroni (1629–1713)
- Toussaint de Forbin Janson (1631–1713)

## Zemřelí v roce 1723
- Guillaume kardinál Dubois (6. září 1656 – 10. srpna 1723)

## Zemřelí v roce 1729
- Louis-Antoine de Noailles (1651–1729)

## Zemřelí v roce 1734
- Michal Bedřich kardinál z Althanu (20. července 1682 – 20. června 1734)

## Zemřelí v roce 1738
- Wolfgang Hannibal kardinál Schrattenbach (12. září 1660 – 22. červenec 1738)

## Zemřelí v roce 1743
- André Hercule kardinál de Fleury (6. června 1653 – 10. ledna 1743)

## Zemřelí v roce 1747
- Filip Ludvík ze Sinzendorfu (1699–1747)

## Zemřelí v roce 1751
- Sigismund von Kollonitz (1677–1751)

## Zemřelí v roce 1757
- Frédéric Jérôme de La Rochefoucauld (1701–1757)
- Jan Josef z Trautsonu (1704–1757)

## Zemřelí v roce 1758
- Ferdinand Julius Troyer z Troyersteinu (20. ledna 1698 – 5. února 1758)

## Zemřelí v roce 1761
- Josef Dominik z Lambergu (1680–1761)

## Zemřelí v roce 1783
- Leopold Ernst von Firmian (22. září 1708 – 13. března 1783)

## Zemřelí v roce 1788
- Antonio Visconti (13. června 1713 – 4. března 1788)
- Paul d'Albert de Luynes (5. ledna 1703 – 21. ledna 1788)

## Zemřelí v roce 1792
- Giuseppe Garampi (22. října 1725 – 4. května 1792)

## Zemřelí v roce 1794
- Étienne Charles de Loménie de Brienne (9. října 1727 – 19. února 1794)

## Zemřelí v roce 1795
- Josef František z Auerspergu (1734–1795)

## Zemřelí v roce 1799
- József Batthyány (1727–1799)